# 岩﨑元是&WINDY
岩﨑元是&WINDY（いわさき もとよし アンド ウィンディ）は、1980年代後半に活動した日本のバンド。

## 略歴
1986年にシングル『夏の翼』が、東レCMソングに使用されヒットを記録。
1987年のシングル『まるで天使のように』も東レCMソングに使われた。

## メンバー
- 岩﨑 元是（いわさき もとよし、1962年3月19日 - ） ボーカル・ギター担当。北海道出身。
- 稲葉 直弘（いなば なおひろ、1962年2月10日 - ） キーボード担当。千葉県出身。
- 関 和則 （せき かずのり、1965年9月1日 - ） ドラム担当。新潟県出身。
- 村中 義仁（むらなか よしひと、1961年4月15日 - 2005年4月22日） ベース担当。千葉県出身。

## ディスコグラフィ
ボックス・セット以外はシングル・アルバムすべてキティレコード（当時）から発売

### シングル
1. 夏の翼／PARKING（1986年5月10日）（7DS 0116）
  - 「夏の翼」 - 1986年東レ・CIイメージ曲。
  - 「PARKING」はアルバムとは別バージョンで、シングルバージョンはCD-BOX「The all songs of WINDY」には収録されずアルバム「HEART WASH」のタワーレコード限定の再発盤のボーナストラックに収録される。
2. サヨナラ、君のロンリネス／星空のガレージ（1986年10月25日）（7DS 0131）
  - 2曲共アルバム未収録。CD-BOX「The all songs of WINDY」でCD化、「HEART WASH」のタワーレコード限定の再発盤のボーナストラックにも収録される。
3. まるで天使のように／君が残した夏（1987年4月25日）（7DS 0142）
4. 眠り続けたい／海岸通り物語（1987年9月25日）（7DS 0149）
  - 「眠り続けたい」はアルバム未収録でCD-BOX「The all songs of WINDY」でCD化、アルバム「From South Avenue」のタワーレコード限定の再発盤のボーナストラックにも収録される。

### アルバム
1. HEART WASH（1986年8月25日）（CD：H33K20042　LP：28MS0104　CT：28CS0104）
  - 2020年12月23日にボーナス・トラックを3曲追加してタワーレコード限定で再発売[2]。
2. From South Avenue（1987年5月25日）（CD：H33K20075　LP：28MS0136　CT：28CS0136）
  - 2020年12月23日にボーナス・トラックを1曲追加してタワーレコード限定で再発売[3]。
  - 編曲、サウンドプロデュース、ピアノとシンセサイザー演奏を井上鑑が担当。土岐英史や数原晋、やまがたすみこ、小出博志、笛吹利明、角田順、ジェイク・H・コンセプション、八木のぶお(八木伸夫と表記)、浜口茂外也、今剛等が参加している。

### ボックス・セット
1. The all songs of WINDY（2012年6月27日）（CD：MOCA-1842/3 ユニバーサル ストラテジック マーケティング ジャパン / モストカンパニー[4]）バンドが発売したアルバム2枚・シングル4枚全曲(但し、「PARKING」のシングルバージョンは未収録)を収録したCD-BOX。岩﨑元是自身がマスタリングを手掛ける。

## タイアップ一覧
| 起用年 | 曲名               | タイアップ                  |
| ------ | ------------------ | --------------------------- |
| 1986年 | 夏の翼             | 東レ CFイメージソング       |
| 1987年 | まるで天使のように | 東レ CFイメージソング       |
| 1987年 | 眠り続けたい       | 丸八グループ イメージソング |